# Kirill Eskov

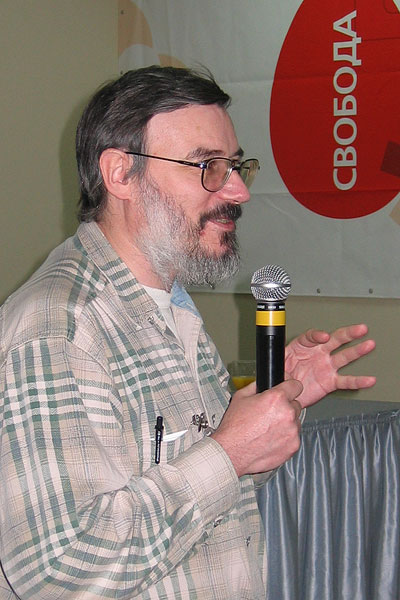
Kirill Es'kov nel 2006

Kirill Jur'evič Es'kov (in russo Кирилл Юрьевич Еськов?; Mosca, 16 dicembre 1956) è un aracnologo, paleontologo e scrittore russo, specializzato nello studio dei ragni paleartici.

## Biografia

### Campo di studi
Laureato all'Università di Mosca nel 1979, ha volto i suoi interessi scientifici fin dalla tesi ai ragni della Siberia, della Russia orientale e delle regioni artiche.
In qualità di paleontologo si è interessato a studi sul Paleozoico e Cenozoico.
Dal 2008 è ricercatore anziano del dipartimento degli artropodi all'Istituto di paleontologia all'Accademia russa delle scienze. Ha circa un centinaio di studi al suo attivo.
Nell'ambito dei ragni ha scoperto svariate decine di taxa, soprattutto generi e specie della famiglia Linyphiidae.

### Attività letteraria
In qualità di scrittore, ha al suo attivo un paio di romanzi: L'ultimo portatore dell'anello del 1999 e, più recentemente, The Gospel of Aphranius del 2008. In particolare il primo, un sequel alternativo non autorizzato della saga de Il Signore degli Anelli di Tolkien scritto dalla parte dei vinti, ha ottenuto un buon successo di vendita in Russia e in altri Paesi.

## Alcuni taxa descritti
- Ainerigone Eskov, 1993, genere di ragni Linyphiidae
- Asiceratinops Eskov, 1992, genere di ragni Linyphiidae
- Asiophantes Eskov, 1993, genere di ragni Linyphiidae
- Asthenargoides Eskov, 1993, genere di ragni Linyphiidae
- Baryphymula Eskov, 1992, genere di ragni Linyphiidae
- Bathylinyphia Eskov, 1992, genere di ragni Linyphiidae
- Bishopiana Eskov, 1988, genere di ragni Linyphiidae
- Concavocephalus Eskov, 1989, genere di ragni Linyphiidae
- Crosbylonia Eskov, 1988, genere di ragni Linyphiidae
- Dactylopisthoides  Eskov, 1990, genere di ragni Linyphiidae
- Eborilaira Eskov, 1989, genere di ragni Linyphiidae
- Erigonoploides Eskov, 1989, genere di ragni Linyphiidae
- Gibothorax Eskov, 1989, genere di ragni Linyphiidae
- Holminaria Eskov, 1991, genere di ragni Linyphiidae
- Ivielum Eskov, 1988, genere di ragni Linyphiidae
- Kikimora  Eskov, 1988, genere di ragni Linyphiidae
- Kolymocyba Eskov, 1989, genere di ragni Linyphiidae
- Mecynargoides Eskov, 1988, genere di ragni Linyphiidae
- Miftengris Eskov, 1993, genere di ragni Linyphiidae
- Nenilinium Eskov, 1988, genere di ragni Linyphiidae
- Nispa Eskov, 1993, genere di ragni Linyphiidae
- Okhotigone Eskov, 1993, genere di ragni Linyphiidae
- Orientopus Eskov, 1992, genere di ragni Linyphiidae
- Paikiniana Eskov, 1992, genere di ragni Linyphiidae
- Paraeboria Eskov, 1990, genere di ragni Linyphiidae
- Parasisis Eskov, 1984, genere di ragni Linyphiidae
- Parhypomma Eskov, 1992, genere di ragni Linyphiidae
- Procerocymbium Eskov, 1989, genere di ragni Linyphiidae
- Pseudomicrargus Eskov, 1992, genere di ragni Linyphiidae
- Pseudoporrhomma Eskov, 1993, genere di ragni Linyphiidae
- Saitonia Eskov, 1992, genere di ragni Linyphiidae
- Tessamoro Eskov, 1993, genere di ragni Linyphiidae
- Tubercithorax Eskov, 1988, genere di ragni Linyphiidae
- Tusukuru Eskov, 1993, genere di ragni Linyphiidae
- Typhochrestinus Eskov, 1990, genere di ragni Linyphiidae
- Ussurigone Eskov, 1993, genere di ragni Linyphiidae
- Viktorium Eskov, 1988, genere di ragni Linyphiidae
- Wiehlenarius Eskov, 1990, genere di ragni Linyphiidae
- Wubanoides Eskov, 1986, genere di ragni Linyphiidae

## Taxa denominati in suo onore
- Eskovia Marusik & Saaristo, 1999, genere di ragni Linyphiidae
- Burlagonomegops eskovi Penney, 2005, ragno fossile, Palpimanoidea
- Clubiona eskovi Mikhailov, 1995, ragno, Clubionidae
- Concavocephalus eskovi Marusik & Tanasevitch, 2003, ragno, Linyphiidae
- Episinus eskovi Marusik & Penney, 2004, ragno, Theridiidae
- Gnaphosa eskovi Ovtsharenko, Platnick & Song, 1992, ragno, Gnaphosidae
- Harpactea eskovi Dunin, 1989, ragno, Dysderidae
- Oreoneta eskovi Saaristo & Marusik, 2004, ragno, Linyphiidae
- Praestigia eskovi Marusik, Gnelitsa & Koponen, 2008, ragno, Linyphiidae
- Savignia eskovi Marusik, Koponen & Danilov, 2001, ragno, Linyphiidae
- Sitticus eskovi Logunov & Wesolowska, 1995, ragno, Salticidae
- Tibioploides eskovianus Saito & Ono, 2001, ragno, Linyphiidae
- Zelotes eskovi Zhang & Song, 2001, ragno, Gnaphosidae

## Studi e ricerche rilevanti
- Eskov, K.Y., 1992. - A review of the generic composition of the linyphiid spider fauna of the Russian Far East (Araneida Linyphiidae). Ent. Scand., vol.23(2), p. 153-168.
- Marusik, Y. M., Eskov, K.Y., Logunov D.V. e Basarukin, A.M., 1992. A check-list of spiders (Arachnida, Aranei) from Sakhalin and Kurile Islands. Arthropoda Selecta, vol.1(4), p. 73-85.
- Eskov, K.Y., 1993. Several new linyphiid spider genera (Araneida Linyphiidae) from the Russian Far East. Arthropoda Selecta, vol.2(3), p. 43-60.
- Eskov, K.Y., Marusik, Y.M., 1993. New data on the taxonomy and faunistics of North Asian linyphiid spiders (Araneida Linyphiidae). Arthropoda Selecta, vol.2(4), p. 41-79.
- Eskov, K.Y., 1994. Catalogue of the linyphiid spiders (Araneida Linyphiidae) of Northern Asia. Pensoft Publ., Sofia-Moscow, 144 pp.